# Crocidura beccarii
Crocidura beccarii là một loài động vật có vú trong họ Chuột chù, bộ Soricomorpha. Loài này được Dobson mô tả năm 1887.

## Hình ảnh

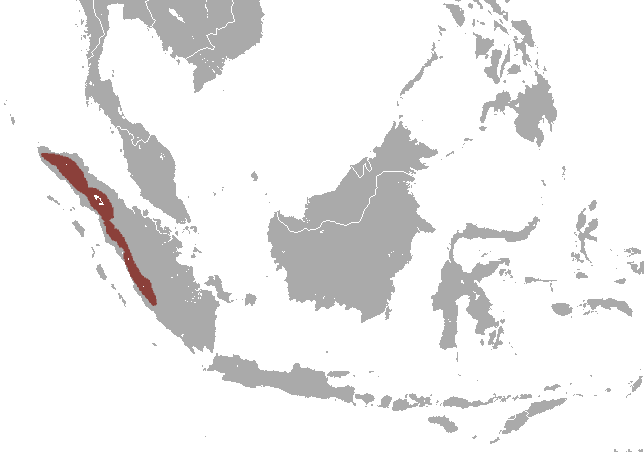